# Nahuel Huapi
Der Nahuel-Huapi-See (auf Spanisch: Lago Nahuel Huapi) liegt in Argentinien an der Grenze zwischen den Provinzen Neuquén und Río Negro im nördlichen Patagonien; er ist der Quellsee des Río Limay. In der Sprache der Mapuche bedeutet sein Name „Insel des Jaguars“.
Der See hat eine Fläche von 531 km² mit einer maximalen Tiefe von 460 m. Der Nahuel Huapi hat eine längliche Form mit vielen fjordähnlichen Abzweigungen.
Er befindet sich in einem der ältesten argentinischen Nationalparks, dem Nationalpark Nahuel Huapi. Dieser Nationalpark wurde 1934 gegründet und besitzt eine Fläche von 7098,9 km². Er erstreckt sich auf einer Länge von 130 km entlang der argentinisch-chilenischen Grenze. Der Nationalpark ist geprägt von hohen Bergen, einer Vielzahl von Seen und ausgedehnten Wäldern, der Lago Nahuel Huapi ist der größte See dieses Nationalparks. Im Norden schließt sich der Nationalpark Lanín an.
Im Bereich des Nahuel-Huapi-Sees, vollständig umgeben vom Nationalpark Nahuel Huapi, liegt auch der Nationalpark Los Arrayanes. Auf einer Halbinsel, der Península de Quetrihué, findet sich ein ausgedehntes Gebiet urtümlichen Arrayán-Myrtenwaldes (Bosque des Arrayanes, lat. Luma apiculata). Diese Bäume haben keine Borke und eine rötliche Färbung. Ein Touristen nicht zugänglicher Arrayán-Wald liegt gegenüber auf der Isla Victoria, der größten Insel im See.
Die wichtigste Stadt an den Ufern des Nahuel Huapi ist San Carlos de Bariloche, ein Zentrum des argentinischen Tourismus. In der Nähe der Stadt liegt ein bedeutendes Skigebiet, der Cerro Catedral. Die einzige weitere Stadt am Ufer ist Villa La Angostura im Norden.
Erwähnenswert ist das Ausflugsschiff Modesta Victoria. Es wurde 1937 in Amsterdam gebaut und dann in Teile zerlegt nach Bariloche verfrachtet. Seit 1938 ist es auf dem Nahuel Huapi unterwegs. Unter anderem reisten Che Guevara und Alberto Granado 1952 mit diesem Schiff an die chilenische Grenze – nachzulesen in Guevaras Diarios de Motocicleta.
Laut einigen Augenzeugen, sowie den ortsansässigen Indios lebt in dem See ein plesiosaurierartiges Ungeheuer, der Nahuelito. Die österreichische Band Bilderbuch widmete dem See 2021 ein eigenes Lied.

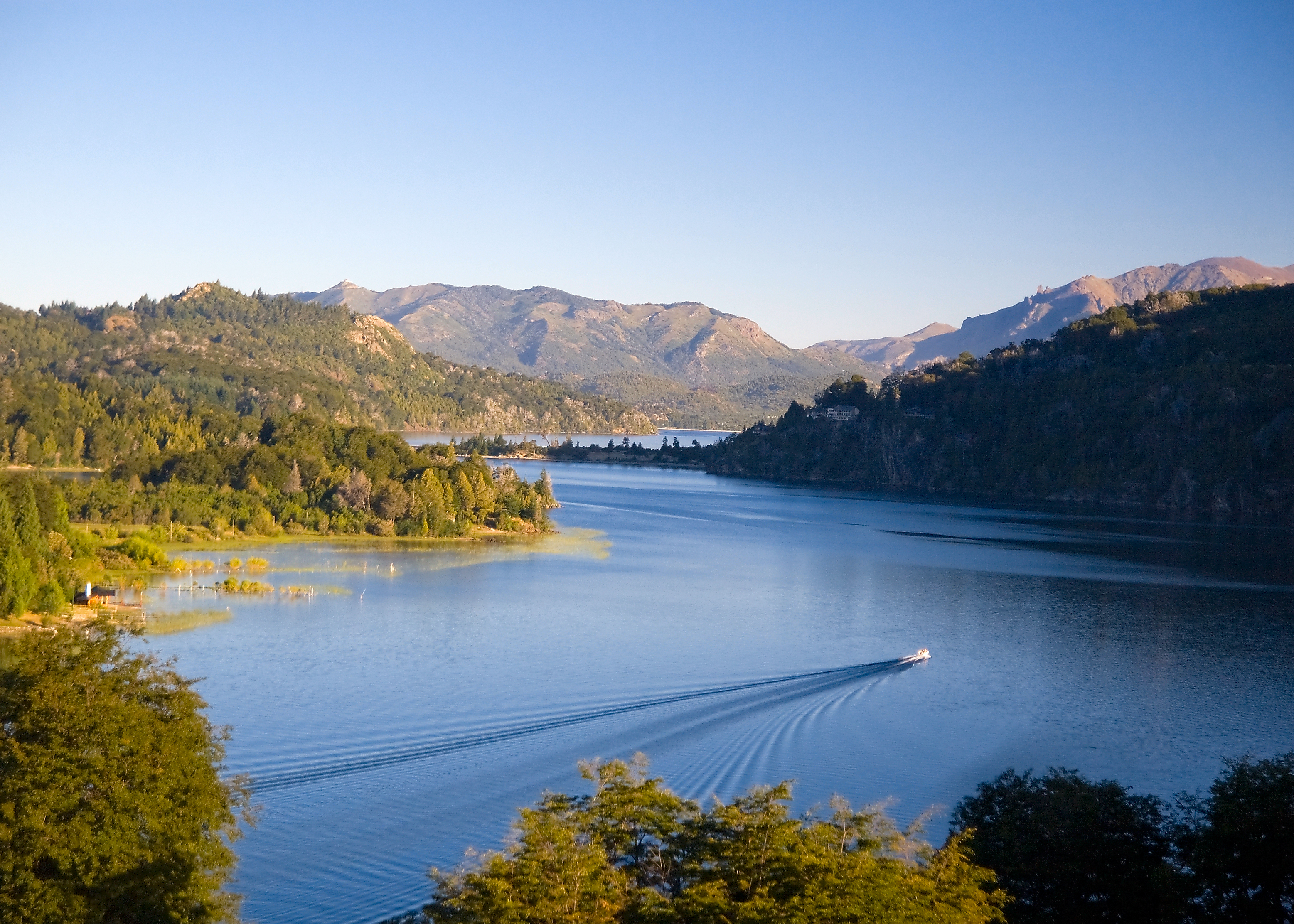
Blick auf den Nahuel-Huapi-See
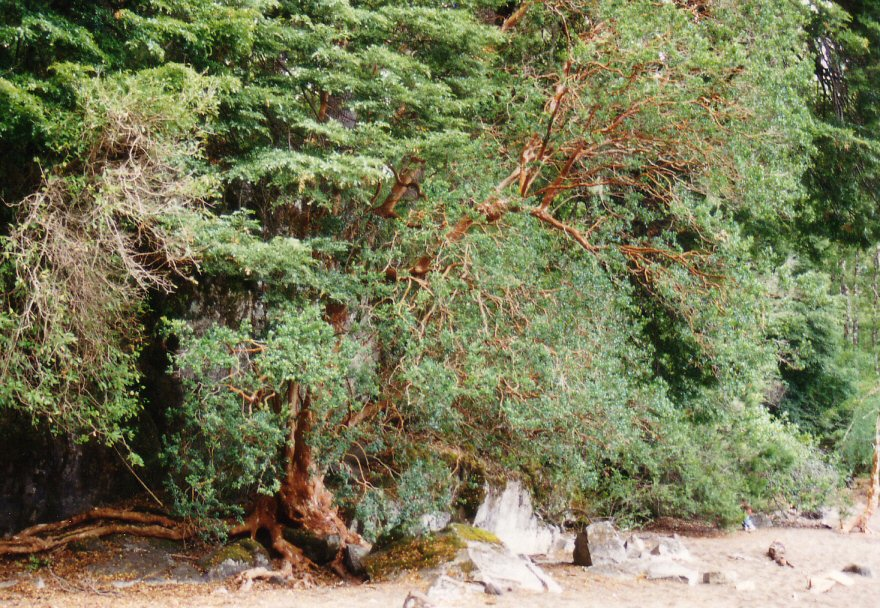
Arrayán (Luma apiculata)
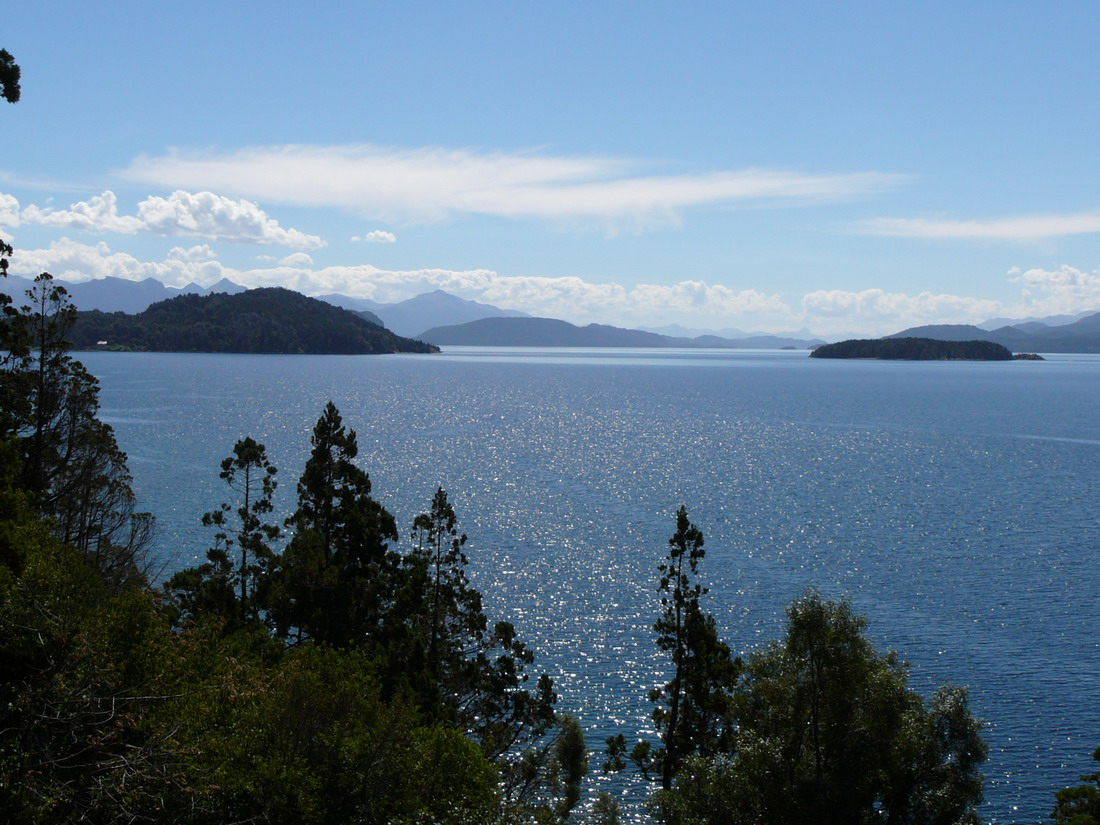
Nahuel-Huapi-See
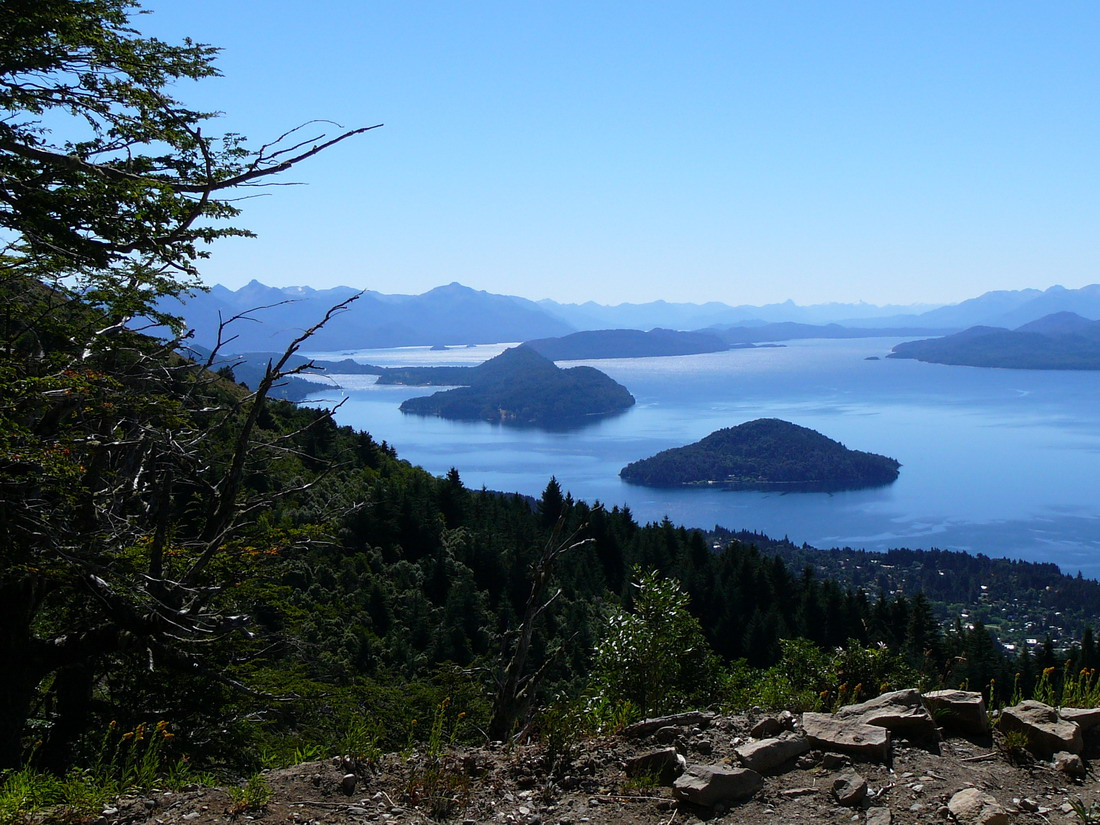
Nahuel-Huapi-See vom Cerro Otto aufgenommen